# Copa NAFC
La Copa de Naciones Norteamericana (anteriormente denominada como Copa NAFC) fue una competición futbolística de carácter oficial disputada por equipos de América del Norte en 1947 y 1949, posteriormente en 1990 y 1991.

## Historia
Fue creada el torneo en el año 1947 y se disputó la primera edición entre los equipos de Cuba, Estados Unidos y México hasta 1949.
En 1961 la Confederación Norteamericana de Fútbol y la Confederación de Centroamérica y el Caribe de Fútbol, se unieron para crear la Confederación de Fútbol de Norte, Centroamérica y el Caribe, Concacaf, por lo que la Copa NAFC fue reeemplazada por la Copa Concacaf. 
Después de 41 años de ausencia, y la disolución de la Copa Concacaf, la competición fue restablecida bajo el nombre de Copa de Naciones Norteamericana disputándose solo dos ediciones entre Canadá, Estados Unidos y México hasta 1991, año en que dio inicio a la Copa de Oro de la Concacaf.

## Campeonatos

### Copa NAFC
| Año           | Sede   | Campeón | Resultado | Subcampeón     | Tercer lugar   |
| 1947 Detalles | Cuba   | México  | Liga      | Cuba           | Estados Unidos |
| 1949 Detalles | México | México  | Liga      | Estados Unidos | Cuba           |

### Copa de Naciones Norteamericana (NAFU)
| Año           | Sede           | Campeón | Resultado | Subcampeón     | Tercer lugar   |
| 1990 Detalles | Canadá         | Canadá  | Liga      | México         | Estados Unidos |
| 1991 Detalles | Estados Unidos | México  | Liga      | Estados Unidos | Canadá         |

## Palmarés
| Equipo         | Campeón              | Subcampeón     | Tercer lugar   |
| -------------- | -------------------- | -------------- | -------------- |
| México         | 3 (1947, 1949, 1991) | 1 (1990)       |                |
| Canadá         | 1 (1990)             |                | 1 (1991)       |
| Estados Unidos |                      | 2 (1949, 1991) | 2 (1947, 1990) |
| Cuba           |                      | 1 (1947)       | 1 (1949)       |

## Tabla histórica
| Equipo | Equipo         | Pts | PJ | PG | PE | PP | GF | GC | Dif |
| ------ | -------------- | --- | -- | -- | -- | -- | -- | -- | --- |
| 1      | México         | 17  | 10 | 8  | 1  | 1  | 32 | 7  | +25 |
| 2      | Estados Unidos | 6   | 10 | 2  | 2  | 6  | 14 | 29 | -15 |
| 3      | Canadá         | 4   | 4  | 2  | 0  | 2  | 3  | 6  | -3  |
| 4      | Cuba           | 3   | 6  | 1  | 1  | 4  | 9  | 16 | -7  |